# Гібіск трійчастий
Гібіск трійчастий (Hibiscus trionum) — вид квіткових рослин родини мальвових (Malvales).

## Поширення
Ареал виду охоплює Південну Європу, всю Африку (включаючи Мадагаскар), Західну, Середню та Південну Азію, Китай, Японію та Австралію. Завезений у США, де вирощувався як декоративна рослина, але швидко поширився на полях як інвазивний бур'ян. 
В Україні трапляється в південних областях. Росте обабіч доріг, на пасовищах, пустощах, на полях як бур'ян.

## Опис
Однорічна рослина, заввишки до 80 см. Стебло пряме, гіллясте, волосисте. Листки чергові, черешкові, запушені, нижні — трироздільні, верхні — трирозсічені. Квіти одиничні, діаметром 17–33 мм, ростуть з листкових пазух на довгій квітконіжці. Пелюстки блідо-жовті з пурпуровою плямою біля основи. Плід — багатогнізда волосиста коробочка чорного кольору. Насіння ниркоподібної форми, темно-сірого кольору, завдовжки 2–2,5 мм.

## Екологія
Росте на пустельних і степових ділянках, на берегах річок і озер, обабіч доріг. Трапляється як бур'ян в посівах бавовнику, сої, кукурудзи, люцерни, рису та інших культур. В Україні сходить в березні-травні, цвіте в червні-серпні, плодоносить — з липня.